# Rallentando
Rallentando, förkortas rall., är ett musikaliskt uttryck för att tempot ska avtagas i hastighet. Tempot går tillbaka till det ursprungliga tempot genom beteckningen a tempo.